# Bratton (Wiltshire)
Bratton è un villaggio e parrocchia civile, vicino Westbury, in Inghilterra, situato nella contea di Wiltshire.

## Storia
Esso faceva parte di un'antica parrocchia di Westbury fino al 1892. In esso si trovano la collina artificiale nota come Westbury White Horse e i notevoli cumuli di materiale proveniente dalle rovine del Bratton Castle (o Camp), risalenti all'età del ferro.
Altre costruzioni significative sono la St. James's Church, Bratton House, Bratton Baptist Chapel, The Duke public house, e la Court House. IL villaggio è dotato di una scuola elementare.